# Dàn nhạc giao hưởng Łódź

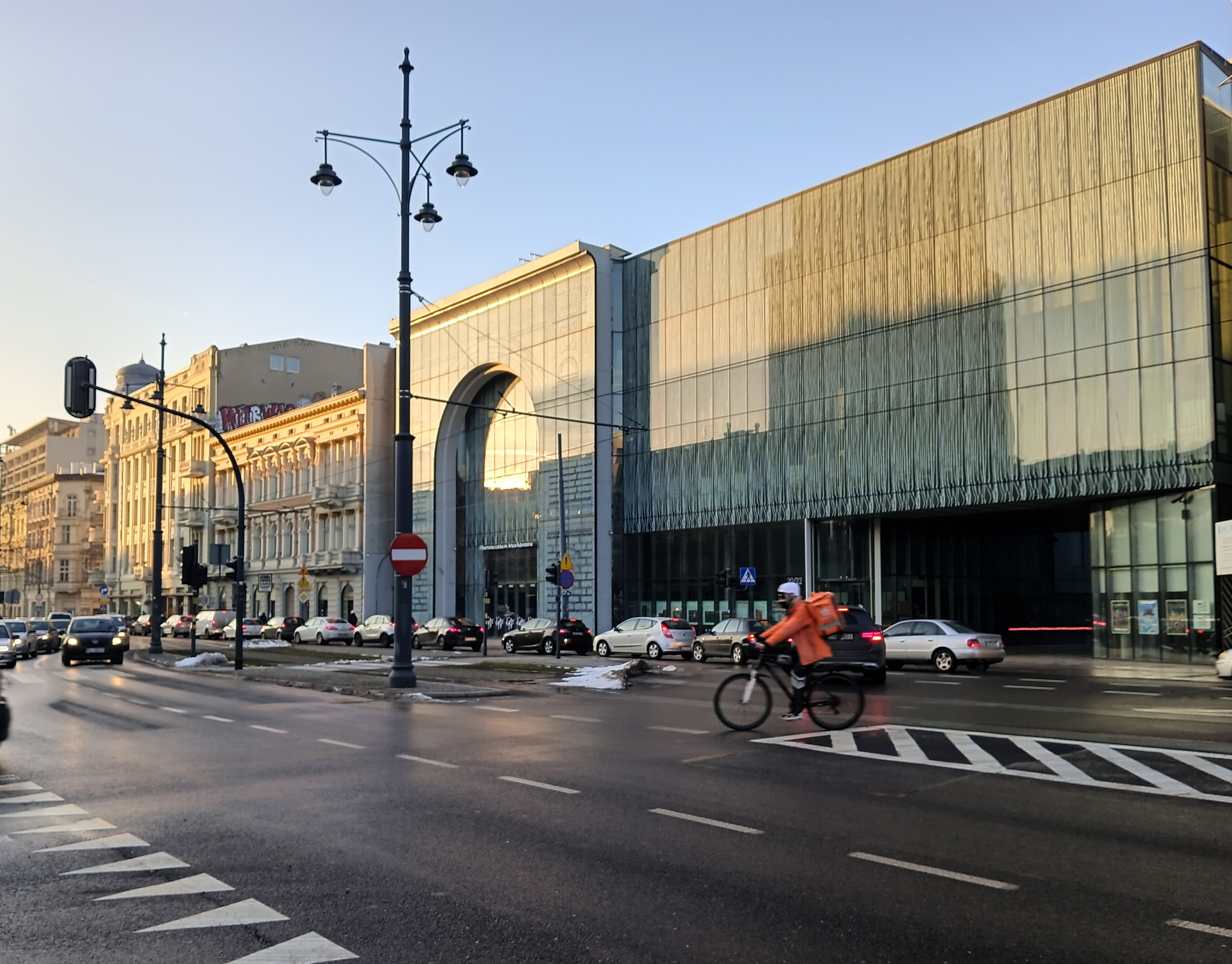
Dàn nhạc giao hưởng Arthur Rubinstein tại Łódź, đường Narutowicza (2025)

Dàn nhạc giao hưởng Arthur Rubinstein tại Łódź (tiếng Ba Lan: Filharmonia Łódzka) là một dàn nhạc giao hưởng chuyên nghiệp có trụ sở tại Łódź, Ba Lan. Dàn nhạc được thành lập vào năm 1915, dưới bàn tay nhà soạn nhạc và nhạc trưởng nổi tiếng Tadeusz Mazurkiewicz và giảng viên cello Gotliba Teschnera. Hình thức dàn nhạc ban đầu khá đơn sơ, chỉ là môi trường sinh hoạt cho các nhạc sĩ nghèo khó. Dàn nhạc ban đầu thu hút khoảng 60 nhạc sĩ, cả chuyên nghiệp và nghiệp dư. Sự đón nhận nhiệt tình cuđấn chúng với buổi hòa nhạc đã thu hút các nhà đầu tư, nổi bật là nhà công nghiệp Karol Wilhelm Scheilbler, người cung cấp tài chính để nâng cấp dàn nhạc trở thành một đoàn biểu diễn hiện đại và vững bền. Mazurkiewicz được bổ nhiệm làm giám đốc đầu tiên của dàn nhạc. Năm 1934, dàn nhạc ngừng hoạt động, nhưng quay trở biểu diễn vào năm 1938. Chiến tranh thế giới thứ hai là khoảng thời gian tạm dừng các buổi hòa nhạc. Dàn nhạc tiếp tục biểu diễn sau khi kết thúc chiến tranh.
Tòa nhà Łódzki Dom Koncertowy là trụ sở của dàn nhạc hiện nay biểu diễn, khánh thành năm 2004. Nhạc trưởng Lech Dzierżanowski giữ chức Tổng giám đốc nghệ thuật và dàn nhạc từ năm 2007.

## Tham khào
1. ↑  International Festival of Contemporary Music, Volume 26, 1983